# Laufferiella nigrescens
Laufferiella nigrescens là một loài ruồi trong họ Tachinidae.